# Marie-Dominique Lelièvre
Marie-Dominique Lelièvre est une journaliste et écrivaine française.
Journaliste, elle collabore notamment à Marianne — et auparavant à L’Événement du jeudi —, L'Express, Libération où elle est portraitiste. Elle est l'auteur de nombreuses ouvrages, romans et biographies, consacrées notamment à Sagan, Saint Laurent ou Bardot, mais aussi Le N°5 de Chanel, biographie non autorisée, un projet de plusieurs décennies.